# البريح (طور الباحه)

تعديل مصدري - تعديل

البريح هي إحدى قرى عزلة طور الباحــة بمديرية طور الباحة التابعة لمحافظة لحج، بلغ تعداد سكانها 217 نسمة حسب تعداد اليمن لعام 2004.